# Отоплителна централа
Вижте пояснителната страница за други значения на Централа.
Отоплителната централа, съкратено ОЦ, е предприятие за производство на топлинна енергия.
Най-често топлоенергията е предназначена за топлоснабдяване в населените места, но може да се използва и само за индустриални цели.
На български отоплителните централи най-често, но погрешно, се наричат ТЕЦ-ове (като например софийските ОЦ „Земляне“ [кв. ,,Красно село", ул. ,,Костенец"-5] и ОЦ „Люлин“ [ул. ,,Бел камък"]), макар че ТЕЦ всъщност е електроцентрала, т.е. произвежда задължително електроенергия, но може да има съоръжения и за добив на топлоенергия.